# Pleurothallis longiserpens
Pleurothallis longiserpens är en orkidéart som beskrevs av Charles Schweinfurth. Pleurothallis longiserpens ingår i släktet Pleurothallis och familjen orkidéer. Inga underarter finns listade i Catalogue of Life.